# Keude Tangse
Keude Tangse is een bestuurslaag in het regentschap Pidie van de provincie Atjeh, Indonesië. Keude Tangse telt 700 inwoners (volkstelling 2010).